# شکل موج غیرسینوسی

شکل موج سینوسی، مربعی، مثلثی، و دندانه‌اره‌ای.

شکل موج غیر سینوسی، شکل موجی است که سینوسی خالص نیست و دارای هارمونیک‌هایی به جز هارمونیک اصلی است. آنها معمولاً از توابع ریاضی ساده استخراج می‌شوند. در حالی که شکل موج سینوسی، تک‌فرکانس است، شکل موج غیر سینوسی را می‌توان به‌صورت ترکیب موج‌های سینوسی با فرکانس‌های مختلف توصیف کرد، به‌طوری‌که شکل موج با کمترین فرکانس را شکل موج اصلی می‌نامند.
در شکل موج غیر سینوسی، فرکانس و دامنه هر مولفه را می‌توان با استفاده از یک روش ریاضی به نام تحلیل فوریه یافت.
شکل موج غیر سینوسی در مهندسی برق و الکترونیک (مثلاً در موسیقی الکترونیک) دارای اهمیت ویژه‌ای‌ست.

نمونه‌هایی از شکل موج غیر سینوسی شامل موج مربعی، موج مثلثی و دندانه‌اره‌ای می‌شود. 